# Hiroyuki Omichi
Hiroyuki Omichi (大道 広幸 Omichi Hiroyuki?), född 25 juni 1987 i Ibaraki prefektur, är en japansk fotbollsspelare.
Omichi började sin karriär 2006 i Kashima Antlers. Med Kashima Antlers vann han japanska ligan 2007, 2008, 2009 och japanska cupen 2007, 2010. 2011 flyttade han till Fagiano Okayama. Efter Fagiano Okayama spelade han för AC Nagano Parceiro och Grulla Morioka. Han avslutade karriären 2014.